# Marcelo Torres (giornalista)
Marcelo Torres (Andradas, 10 giugno 1975) è un giornalista brasiliano.

## Biografia
Marcelo Torres si è laureato in Giornalismo presso l'Universidade Estadual Paulista di Bauru (San Paolo) nel 1996. Ha conseguito un Master in Giornalismo con diploma presso l'Università di Westminster a Londra (Inghilterra), dal 2003.
Ha iniziato la sua carriera mentre studiava all'università. Nel 1997 ha iniziato a lavorare come reporter al Jornal da Cidade a Bauru, dove è rimasto fino al giugno 1998. Ma dall'inizio del 1998 aveva già lavorato come reporter presso la TV Globo Oeste Paulista (oggi TV TEM Bauru). È stato anche reporter del Jornal Nacional a Sorocaba e Belo Horizonte.
Nel 2003 si reca a Londra, dove frequenta un master in giornalismo e, successivamente, lavora alla radio BBC World Service, occupandosi per un anno e mezzo di copertura internazionale, poi, da Londra, diventa corrispondente di SBT, inviando notizie principalmente su argomenti di affari internazionali e guerre e rimase nel ruolo fino al 2011, quando ritornò in Brasile.
Nel 2011 è tornato in Brasile come sostituto in diversi telegiornali dell'SBT.
Ha presentato Jornal do SBT insieme a Karyn Bravo, tra il 2013 e il 2014, sostituito da Hermano Henning.
Il 14 dicembre 2020, SBT ha annunciato che il contratto di Carlos Nascimento non sarebbe stato rinnovato, quindi Marcelo Torres, che già presentava SBT Brasil ad interim a causa dell'assenza di Nascimento a causa della pandemia di COVID-19, è stato assunto come conduttore del giornale, insieme a Márcia Dantas, rimanendo fino al 9 marzo 2024. Con ciò, Marcelo è tornato ad essere il corrispondente dell'emittente, questa volta in Argentina.